# Витіснення нафти гарячою водою і паром
Витіснення нафти гарячою водою і паром — один з найбільш ефективних процесів її вилучення заводненням. З підвищенням температури у пласті знижується в'язкість нафти, поліпшуються миючі і нафтовитісняючі властивості води, зростають швидкості капілярного її вбирання в нафтонасичені блоки. При тепловій обробці пласта виникає проблема рентабельності цього процесу. Сучасні методи теплового впливу дозволяють знизити витрати палива на нагрів 1 м3 породи до 5—10 кг у. п.
Замість суцільного прогріву пласта спочатку у привибійній зоні нагнітанням теплоносія створюють високотемпературну зону, яку потім просувають в глибину пласта потоком води з поверхневою температурою без витрат палива. Об'єм і вихідну температуру цієї попередньо прогрітої зони вибирають за балансом тепла, необхідного для нагрівання всієї води, що нагнітається, до заданої температури (60—90 0С) з урахуванням деяких втрат тепла в покрівлю і підошву пласта. При вмісті в 1 м3 породи 100—120 кг нафти теплові методи дозволяють витягти до 80—90 кг замість 50—60 кг нафти в процесі звичайного заводнення. Теплові методи впливу застосовують у покладах з високов'язкою нафтою (50—100 мПа.с).